# Erwin Sellering
Erwin Sellering, född 18 oktober 1949 i Sprockhövel i dåvarande Västtyskland, är en tysk jurist och socialdemokratisk politiker tillhörande Tysklands socialdemokratiska parti (SPD). Sellering var från 6 oktober 2008 till 4 juli 2017 ministerpresident i förbundslandet Mecklenburg-Vorpommern, efter att dessförinnan ha varit Mecklenburg-Vorpommerns justitieminister 2000–2006 och socialminister 2006–2008.
Sellering tillkännagav i maj 2017 att han avsåg att lämna toppolitiken av hälsoskäl efter att ha diagnosticerats med lymfom, och efterträddes i juli samma år av Manuela Schwesig som Mecklenburg-Vorpommerns SPD-partiordförande och som ministerpresident i förbundslandet. Han behöll dock sitt mandat i Mecklenburg-Vorpommerns lantdag.